# Hyles dahlii
Hyles dahlii is een vlinder uit de familie van de pijlstaarten (Sphingidae). 

## Beschrijving
De voorvleugellengte bedraagt tussen de 65 en 85 millimeter.

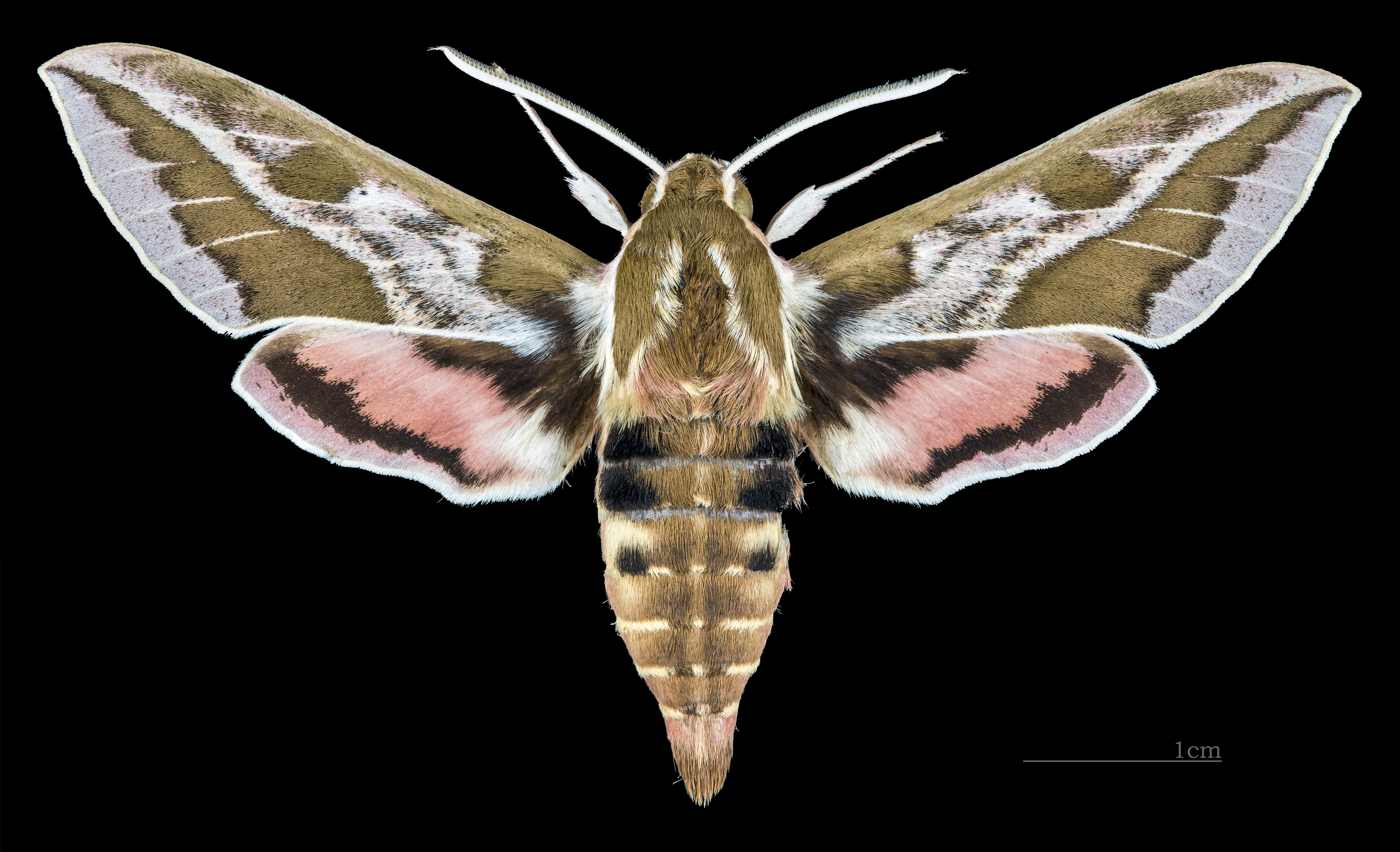
♂
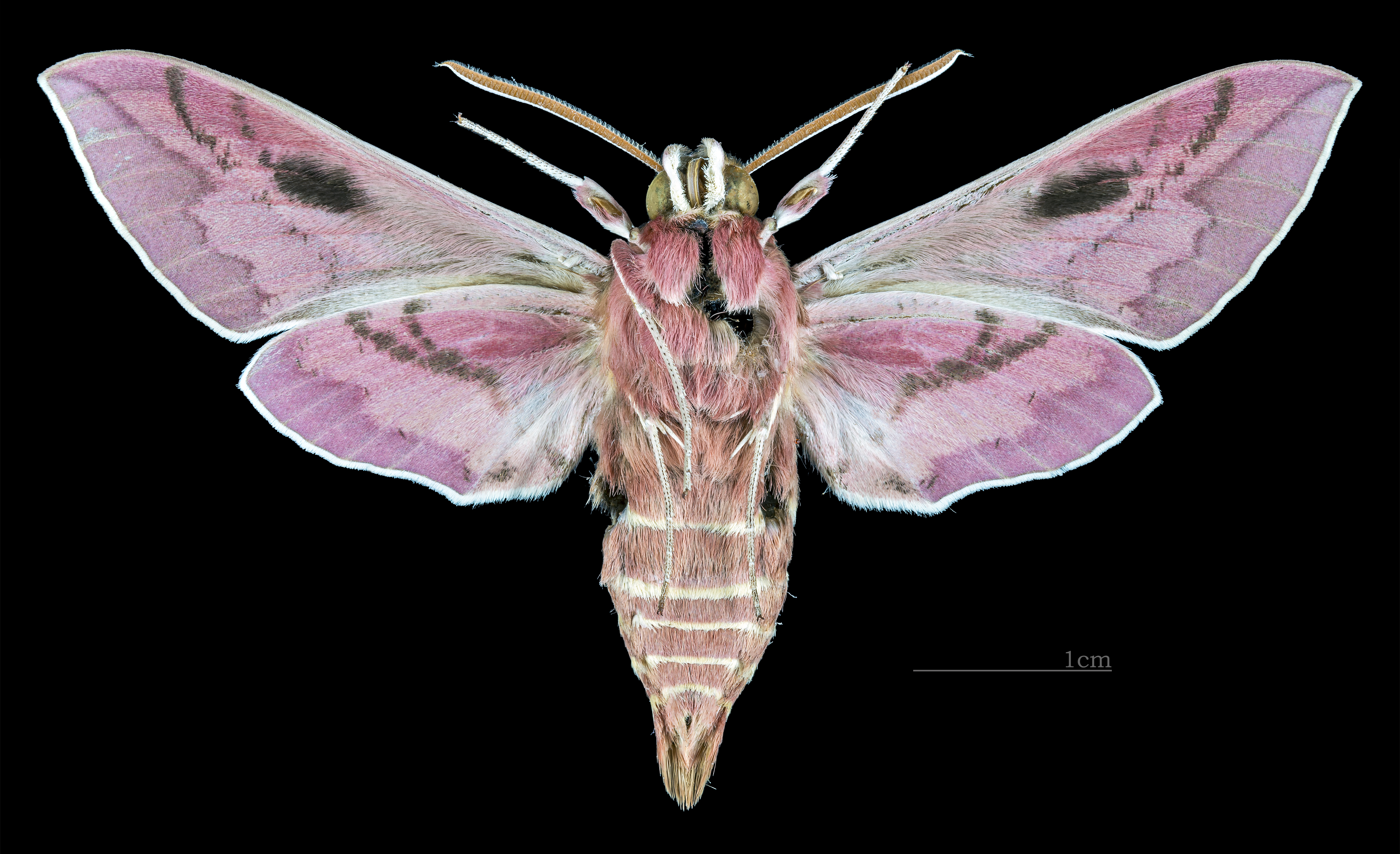
♂ △
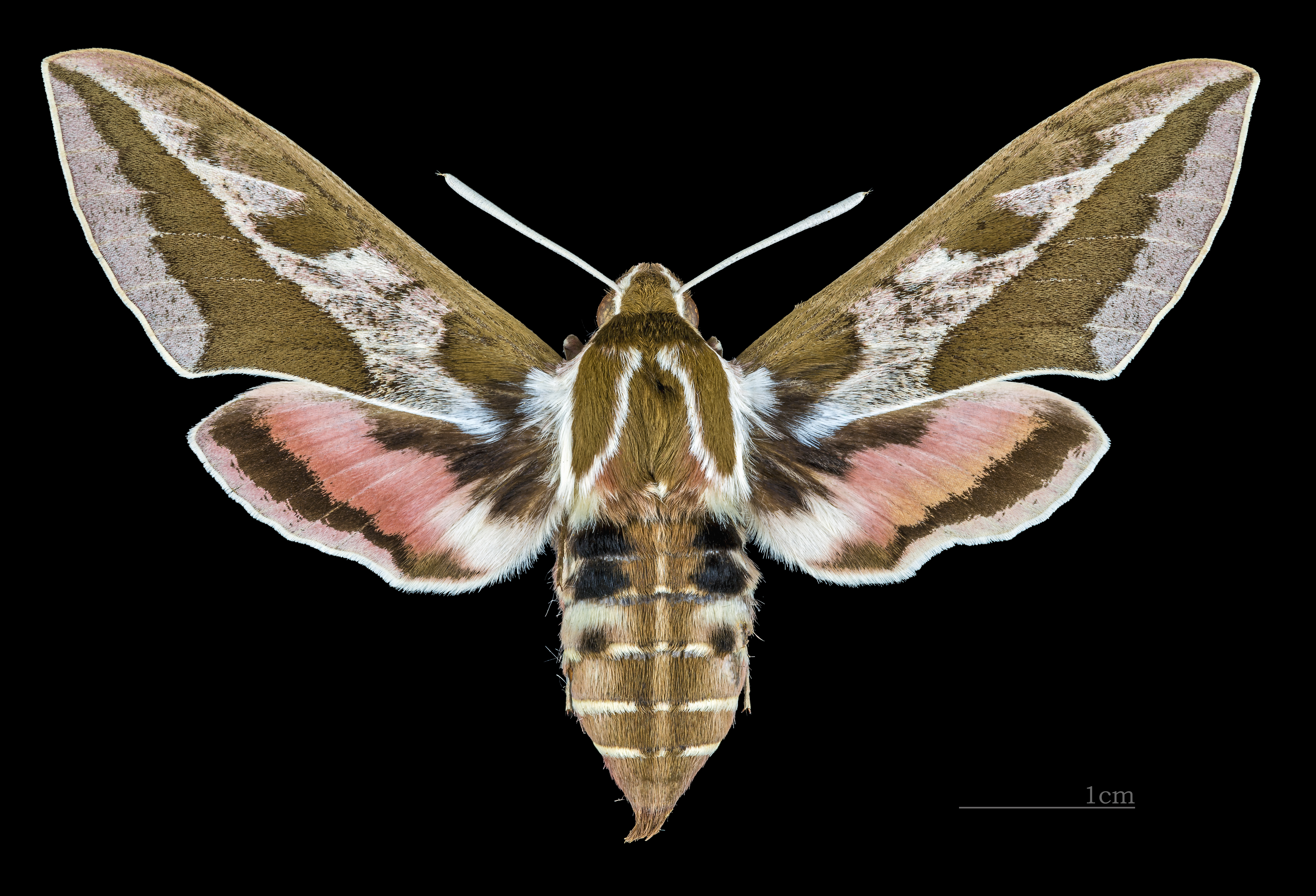
♀
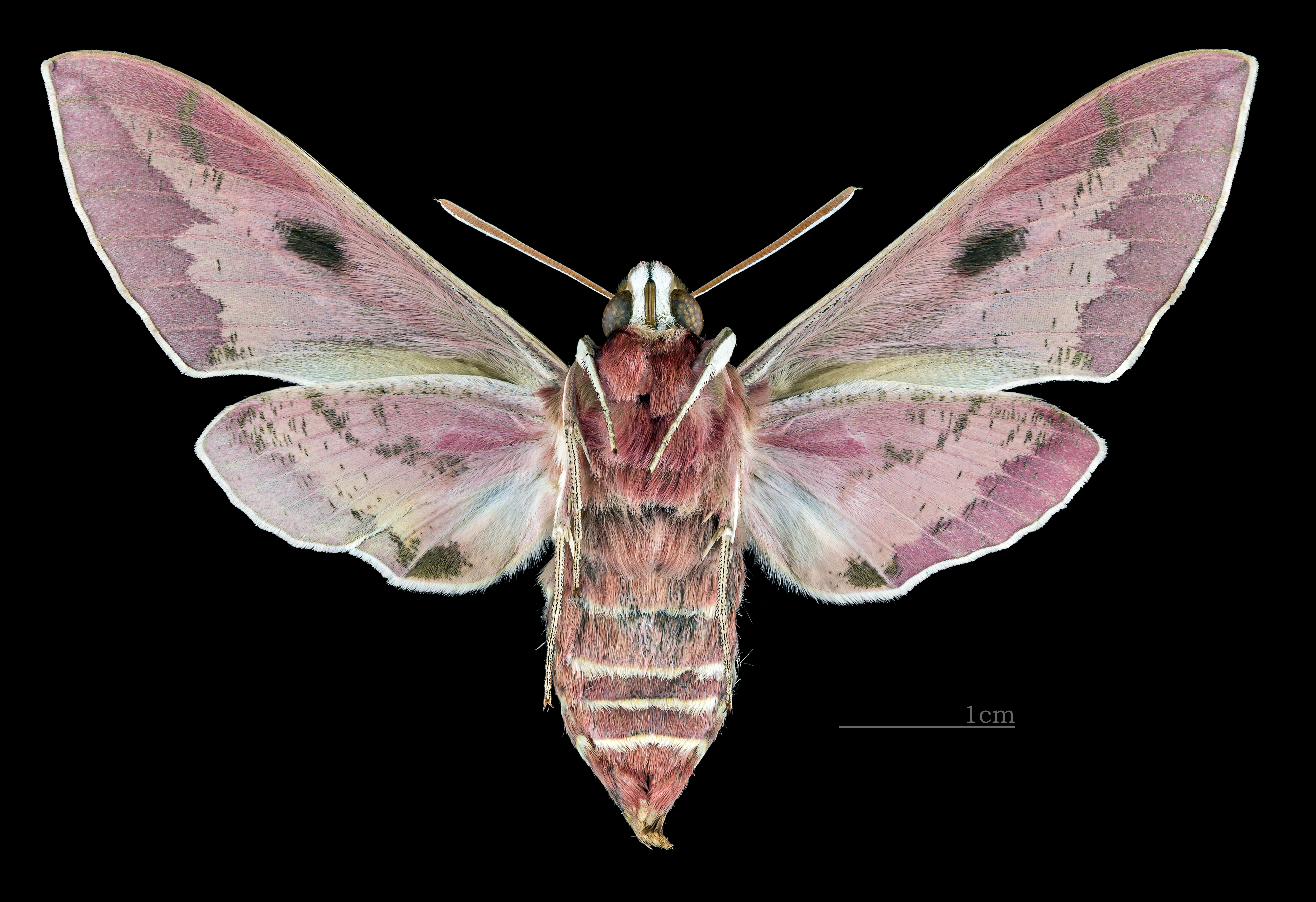
♀ △

## Distributie
Aangenomen wordt dat Hyles dahlii voortkomt uit een geïsoleerde populatie van Hyles tithymali op Corsica en Sardinië. De soort wordt verder ook aangetroffen op de Balearen, met name Mallorca, en zeer zeldzaam langs de noordoostelijke kust van het vasteland van Spanje en op Sicilië. De soort is geïntroduceerd in Tunesië. 

## Levenscyclus
Hyles dahlii gebruikt soorten wolfsmelk als waardplanten. De soort vliegt in twee jaarlijkse generaties in mei en juni en vervolgens in augustus en september. De soort overwintert als pop.